# 南京市第十三中学锁金分校
南京市第十三中学锁金分校（简称南京十三中锁金分校）是南京市的一所普通中学，前身为南京市锁金村中学。

## 学校简史
- 1985年建校，前身为南京市锁金村中学，有初中部和高中部
- 2003年被划归为为南京市第十三中学的一个初中分校